# Josep Parés i Casals
Josep Parés i Casals, más conocido como Pep Parés (San Feliu de Codinas, 1949), licenciado en Historia Moderna y Contemporánea por la Universidad de Barcelona, ha sido actor teatral y televisivo, director de documentales y presidente de la sección de Amnistía Internacional en Cataluña.

## Biografía
Josep Parés inició su prolífica trayectoria siendo un actor teatral, empezando en el año 1976 con la compañía Ubu Rey en Francia, luego con la Campanyia Claca en 1977 y posteriormente creó su propio grupo llamado Companyia Curial.

El actor también pasó por televisión protagonizando distintas series, documentales y varios cortos del Capità Enciam (Capitán Lechuga en castellano) de la Generalidad de Cataluña sobre urbanismo y para concienciar a la ciudadanía sobre la recogida selectiva.
Años más tarde, Pep Parés creó y empezó a dirigir la competición anual de mushing llamada Pirena a través de los Pirineos, pasando por Navarra,   Aragón, Cataluña, Andorra y Francia. Actualmente, es vicepresidente de la IFSS (Federación Internacional de Deportes de Trineos de Perros). Ha sido presidente de Amnistía Internacional Cataluña.